# Гура Ариешулуј (Алба)
Гура Ариешулуј (рум. Gura Arieșului) насеље је у Румунији у округу Алба у општини Лунка Мурешулуј. Oпштина се налази на надморској висини од 291 m.

## Становништво
Према подацима из 2002. године у насељу је живело 554 становника.

### Попис2002.
| Расподела становништва по националности 2002.‍ | Расподела становништва по националности 2002.‍ | Расподела становништва по националности 2002.‍ | Расподела становништва по националности 2002.‍ | Расподела становништва по националности 2002.‍ |
| --------------------------------------------- | --------------------------------------------- | --------------------------------------------- | --------------------------------------------- | --------------------------------------------- |
|                                               |                                               |                                               |                                               |                                               |
| Румуни                                        | Румуни                                        |                                               | 534                                           | 96,9%                                         |
| Роми                                          | Роми                                          |                                               | 17                                            | 3,1%                                          |